# Iljas Nachla
Iljas Nachla (arab.: إلياس نخلة, hebr.: אליאס נח'לה, ang.: Elias Nahale, Elias Nakhleh, ur. 1913 w Ramie, zm. 29 czerwca 1990) – izraelski polityk narodowości arabskiej, w latach 1959–1974 poseł do Knesetu z list partii Postęp i Rozwój oraz Współpraca i Braterstwo.
Był członkiem rady miejskiej Ramy. W wyborach parlamentarnych w 1959 po raz pierwszy dostał się do izraelskiego parlamentu. Zasiadał w Knesetach IV, V, VI i VII kadencji. 5 lipca 1966 arabscy posłowie partii Postęp i Rozwój: Sajf ad-Din az-Zubi i Iljas Nachla oraz Współpraca i Braterstwo: Dijab Ubajd i Dżabr Mu’addi powołali nowe ugrupowanie – Współpraca i Rozwój. Partia rozpadła się pół roku później – 1 stycznia 1967, a posłowie powrócili do swoich frakcji. W siódmym Knesecie pełnił funkcję zastępcy przewodniczącego.